# Fragaria viridis
Fragaria viridis es una especie de fresa nativa de Europa y el centro de Asia. 

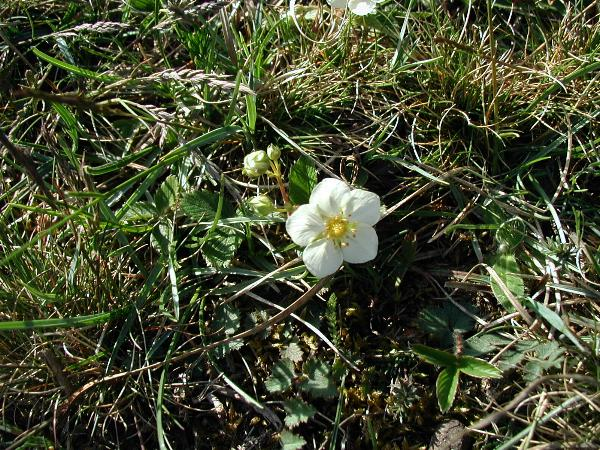
Flor

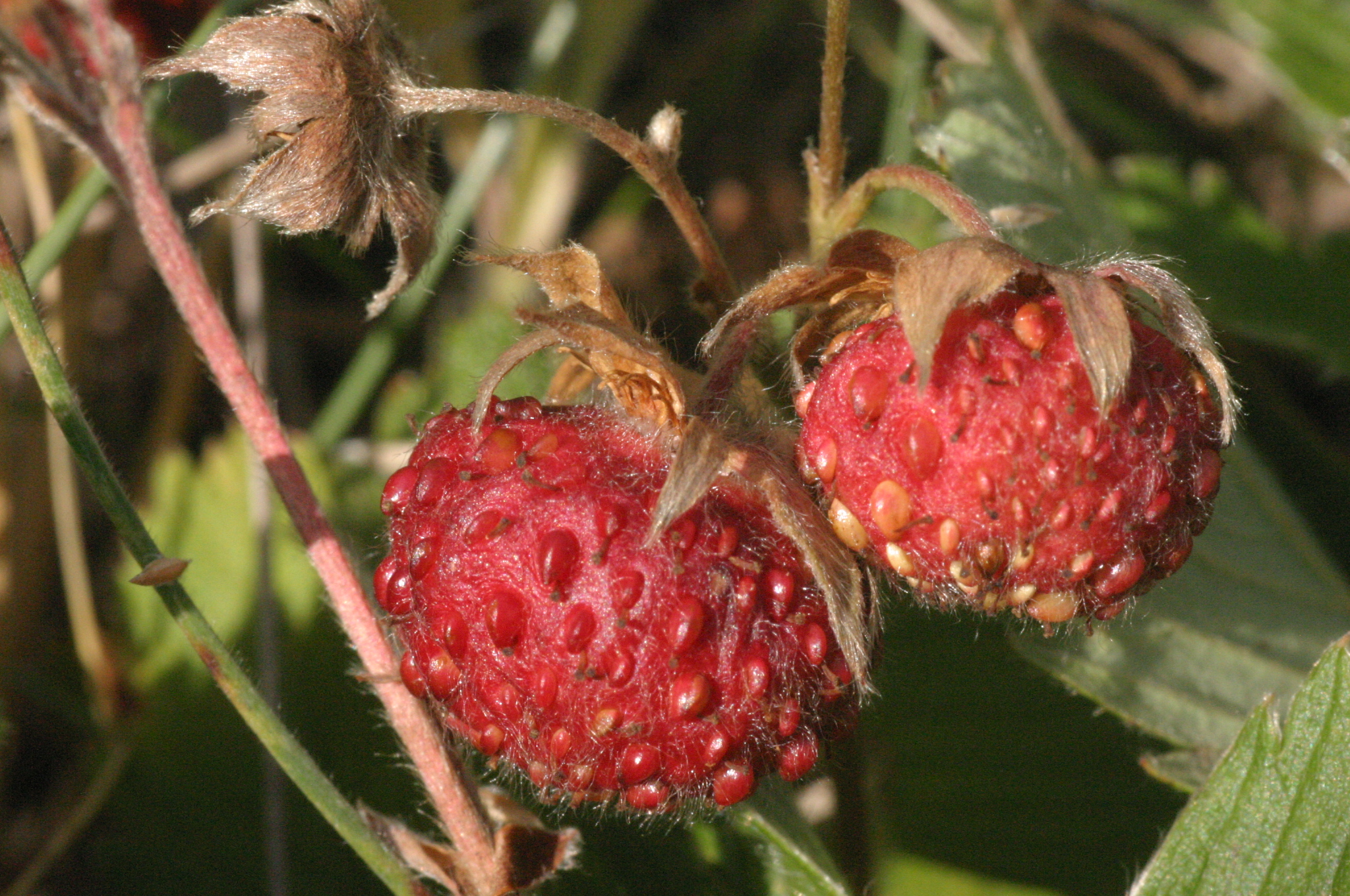
Fruto

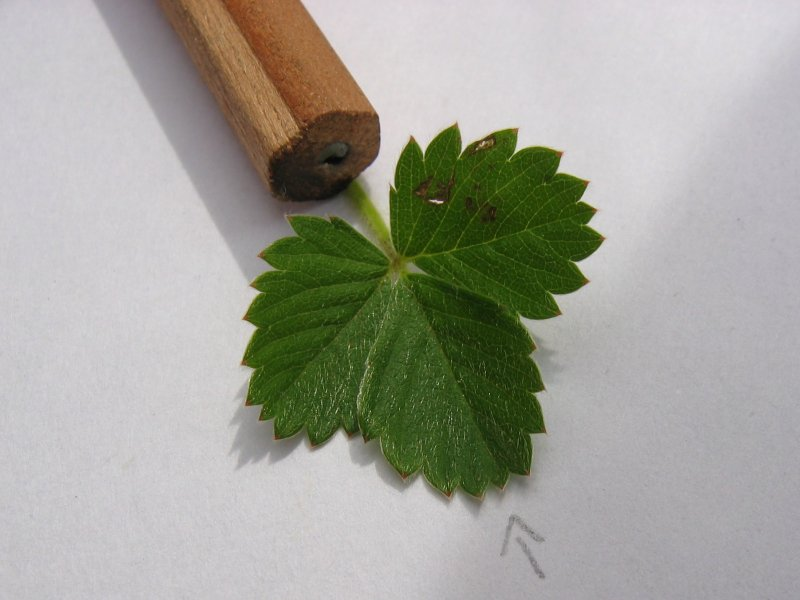
Hoja

## Descripción
Tiene muy pequeñas bayas con buen sabor. Tienen muy poco del aroma habitual de la fresa, pero una acidez refrescante, y, a veces maduran sin llegar a ser rojas. Cuando es sacado de la planta, el cáliz por lo general se adhiere y se separa con un crujido notable .
Todas las fresas tienen una base haploide de 7 cromosomas.  Fragaria viridis  es diploide, que tiene 2 pares de estos cromosomas para un total de 14 cromosomas.

## Taxonomía
Fragaria viridis fue descrita por Antoine Nicolas Duchesne y publicado en Histoire Naturelle des Fraisiers 135. 1766.
Etimología
Fragaria: nombre genérico que proviene del latín fraga, "fresa", que se deriva de fragum, "fragante", donde se refiere a la fragancia de la fruta.
viridis: epíteto latíno que significa "verde".
Sinonimia
- Dactylophyllum ehrharti Spenn.
- Fragaria bargea Poit. & Turpin
- Fragaria bifera Duchesne
- Fragaria bifera (Duchesne ex Sm.) Duchesne ex Steud.
- Fragaria breslingea Duchesne ex Ser.'
- Fragaria calycina Loisel.
- Fragaria campana Poit. & Turpin
- Fragaria × cerino-alba Jord. & Fourr.
- Fragaria collina Ehrh.
- Fragaria collivaga Jord. & Fourr.
- Fragaria consobrina Jord. & Fourr.
- Fragaria drymophila Jord. & Fourr.
- Fragaria dumetorum Jord.
- Fragaria grandiflora Thuill.
- Fragaria heterophila Poit. & Turpin
- Fragaria hispida Duchesne
- Fragaria majaufea Duchesne ex Ser.
- Fragaria nigra Duchesne
- Fragaria nigra (Duchesne ex Sm.) Duchesne ex Steud.
- Fragaria pendula Duchesne
- Fragaria pendula (Weston) Duchesne ex Steud.
- Fragaria pistillaris Poit. & Turpin
- Fragaria pratensis L. ex Duchesne	'
- Fragaria rubricaulis Jord. & Fourr.
- Fragaria silvulicola Jord. & Fourr.
- Fragaria soyeriana Jord. & Fourr.
- Fragaria suecica Jord. & Fourr.
- Fragaria thomasiana Jord. & Fourr.
- Fragaria vesca var. pratensis L.'
- Fragaria vesca var. viridis (Duchesne) Fiori
- Fragaria vesca subsp. viridis (Weston) Rivas Goday & Borja
- Fragaria zapateriana Pau
- Potentilla viridis (Duchesne) Prantl
- Potentilla zapateriana (Pau) T.Durand & B.D.Jacks.[6]